# Équipe d'Égypte masculine de handball
Maillots
Dernière mise à jour : 27 janvier 2024.

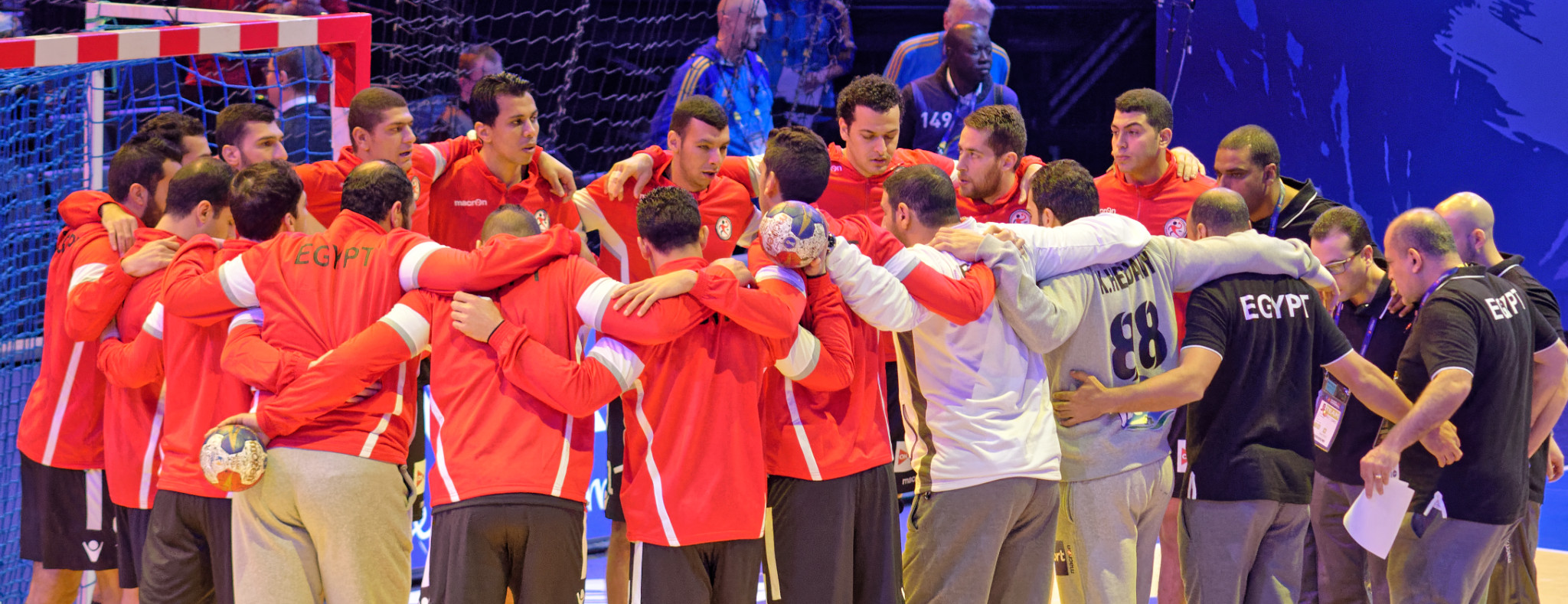
Les Égyptiens avant le début d'un match du championnat du monde 2017, le 14 janvier 2017.

L'équipe d'Égypte masculine de handball représente la Fédération égyptienne de handball lors des compétitions internationales, notamment aux Jeux olympiques et aux championnats du monde.
Le niveau de l'Égypte s'améliore au cours des années 1990. Lors du championnat du monde 1995, l'Égypte signe sa première grande performance en battant la Roumanie en huitième de finale. Éliminée en quarts de finale par la Croatie, l'Égypte prend la sixième place du tournoi. 
En 2001, l'Égypte devient la première équipe non-européenne à atteindre les demi-finales d'un championnat du monde. Les Égyptiens s'inclinent en demi-finale contre la France, pays organisateur, puis en petite finale contre la Yougoslavie.
En 2021, les Égyptiens obtiennent une quatrième place aux Jeux olympiques de Tokyo puis remportent un an plus tard leur huitième Championnat d'Afrique des nations.

## Parcours en compétitions internationales
Jeux olympiques
- avant 1988 : non qualifié
- 1992 : 11e place
- 1996 : 6e place
- 2000 : 7e place
- 2004 : 12e place
- 2008 : 10e place
- 2012 : non qualifié
- 2016 : 9e place
- 2020 : 4e place
- 2024 : 5e place

Championnats du monde
- 1964 : 15e place
- 1967 à 1990 : non qualifié
- 1993 : 12e place
- 1995 : 6e place
- 1997 : 6e place
- 1999  : 7e place
- 2001 : 4e place
- 2003 : 15e place
- 2005 : 14e place
- 2007 : 17e place
- 2009 : 14e place
- 2011 : 14e place
- 2013 : 16e place
- 2015 : 15e place
- 2017 : 13e place
- 2019 : 8e place
- 2021   : 7e place
- 2023 : 7e place
- 2025 : 5e place

Jeux africains
- 1965 :  vainqueur
- 1973 :  finaliste
- 1978 : forfait (en cours de compétition)
- 1987 :  troisième
- 1991 :  vainqueur
- 1995 :  vainqueur
- 1999 :  finaliste
- 2003 :  vainqueur
- 2007 :  vainqueur
- 2011 :  vainqueur
- 2015 :  vainqueur
- 2019 :  finaliste
- 2023 :  vainqueur

Championnats d'Afrique
- 1974 :disqualifié
- 1976 : finaliste mais disqualifié
- 1979 :  finaliste
- 1981 : 4e place
- 1983 : 4e place
- 1985 : 4e place
- 1987 :  finaliste
- 1989 :  finaliste
- 1991 :  vainqueur
- 1992 :  vainqueur
- 1994 :  troisième
- 1996 :  troisième
- 1998 :  troisième
- 2000 :  vainqueur
- 2002 :  troisième
- 2004 :  vainqueur
- 2006 :  finaliste
- 2008 :  vainqueur
- 2010 :  finaliste
- 2012 :  troisième
- 2014 :  troisième
- 2016 :  vainqueur
- 2018 :  finaliste
- 2020 :  vainqueur
- 2022 :  vainqueur
- 2024 :  vainqueur

Autres compétitions
- Jeux méditerranéens
  -  Médaille d'or aux Jeux méditerranéens de 2013
  -  Médaille d'argent aux Jeux méditerranéens de 1991
  -  Médaille d'argent aux Jeux méditerranéens de 2022
- Médaille de bronze à la Coupe intercontinentale en 2000
- Médaille d'or au Championnat du monde beach handball 2004
- Médaille d'or au Championnat du monde junior en 1993 (en) (Première victoire dans un championnat du monde d'un pays non européen[1])
- Médaille d'or au Championnat du monde jeunes en 2019

## Effectif actuel
L'effectif de l'équipe Jeux olympiques de 2024 est :

## Personnalités célèbres

### Joueurs notables
Parmi les joueurs notables, on trouve :
- Sameh Abdel-Warès : dans le top 10 des meilleurs buteurs des Championnat du monde 1993 et 1995
- Ahmed El-Ahmar : porte-drapeau de l'Égypte aux Jeux olympiques d'été de 2016
- Mohamed Bakir El-Nakib : gardien de but à 4 éditions des jeux olympiques (1996, 2000, 2004 et 2008)
- Hussein Zaky : premier joueur africain à être nommé dans l'élection du meilleur handballeur mondial de l'année (en 2001)

### Sélectionneurs
Parmi les sélectionneurs, on trouve :
- inconnu : avant 1989
- Paul Tiedemann (de) : de juin 1989 à 1992
- Karim Mourad : de ? à mars 1995[4]
- Ulrich Weiler (de) : de mars à juillet 1995[4]
- Javier García Cuesta : de juillet 1995 à mars 1999[4]
- Branislav Pokrajac : en 1999[4]
- Velimir Kljaić (en) : ? à ?
- Zoran Živković : du printemps 2000[5] à 2001
- Zoran Živković : de 2002 à 2003
- Jörn-Uwe Lommel : de 2003 à 2005
- Zoran Živković : de 2005 à 2007
- Irfan Smajlagić : de 2007 à 2009
- Jörn-Uwe Lommel : de 2009 à 2012
- Assem El Saadaney : de 2012 à 2013
- Marwan Ragab (en) : de 2013 à 2018
- David Davis : 2018 à 2019
- Roberto García Parrondo : de 2019 à février 2023
- Juan Carlos Pastor : depuis mars 2023

## Confrontations face à la France
| Rencontres | Victoires | Nuls | Défaites | Buts pour | Buts contre | Différence |
| ---------- | --------- | ---- | -------- | --------- | ----------- | ---------- |
| 43         | 33        | 4    | 6        | ??        | ??          | +??        |